# ثوم متأخر الإزهار
الثوم متأخر الإزهار (باللاتينية: Allium tardiflorum) نوع نباتي عشبي يتبع جنس الثوم من الفصيلة الثومية.

## الموئل والانتشار
ينتشر في بلاد الشام.